# 埃奇沃特帕克 (新澤西州)
埃奇沃特帕克（英語：Edgewater Park）是位於美國新澤西州伯靈頓縣的一個鎮區。

## 地方資料
埃奇沃特帕克的面積為7.97平方千米，當中陸地面積為7.56平方千米，而水域面積為0.41平方千米。根據2020年美國人口普查的數據，當地共有人口8930人，而人口密度為每平方千米1,120.45人。